# Kalotaszegi népzene és tánc

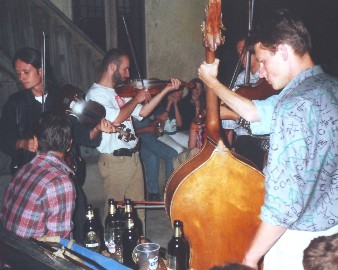
Kalotaszentkirályi néptánc tábor

## Népzene
Már a 19. században felfigyeltek Kalotaszeg gazdag díszítőművészettel rendelkező néprajzára és az érdeklődő jelzések a kalotaszegieket is ráébresztették saját értékeik fontosságára, aminek hatására felélénkült a népi szövés-varrás, fafaragás, s kialakult annak kereskedelmi céllal termelő háziipara. Ebben kulcsszerepet játszott Gyarmathy Zsigáné Hory Etelka, aki az 1885. évi országos kiállításra egy kalotaszegi parasztszobát rendezett be. Ennek nyomán még arisztokrata körökből is érkeztek megrendelések. Vikár Béla a századfordulón kalotaszegi népdalgyűjtésre indulva elsőként így Gyarmathyék házát kereste föl Bánffyhunyadon, ahol megismerkedett egy jó hangú kalotaszegi lánnyal, Tamás Katával, akit előbb Kolozsváron, majd a budapesti Uránia színházban is fölléptetett. 1900-ban Kata fonográfhengerei a párizsi világkiállításra is eljutottak.
1906-ban Seprődi Jánosnak a kolozsvári Református Kollégium diákjai számára hirdetett pályadíját Bogdán János nyerte el 60 Magyargyerőmonostoron följegyzett dalért. 1907-ben Bartók Béla is járt Körösfőn és Magyargyerőmonostoron, majd Balabán Imre gyűjtött hangszeres zenét egy mérai bandától. A két világháború közötti időszakban is folyamatosan élénk volt az érdeklődés Kalotaszeg iránt. Az ún. Pátria hanglemezfelvételek idején két körösfői asszonnyal is készültek népdalfelvételek. 1936-ban Kolozsvárott bemutatták Szentimrei Jenő Csáki bíró lánya című színpadi balladafeldolgozását, 5 kalotaszegi falu 50 népi szereplőjével, a bogártelki cigányzenekar közreműködésével. Szintén e tájra irányította a figyelmet Séfeddin Sevket Tibor (Széfeddin Sefket bej) regénye, a Kalotaszegi madonna, amely alapján 1943-ban film is készült. Az ötvenes évek elején Jagamas János és a kolozsvári Folklór Intézet gyűjtőmunkája nyomán 21 kalotaszegi faluból 3500 dal kerül rögzítésre, néhány hegedűkísérettel is.
Az erdélyi kutatók közül Almási István, Demény Piroska, Olosz Katalin, Vasas Samu, Salamon Anikó, valamint Szenik Ilona és a Kolozsvári Zeneakadémia általa vezetett folklórkörében tevékenykedő diákok rögzítettek, s részben publikáltak jelentősebb mennyiségű kalotaszegi népzenét.

## Néptánc

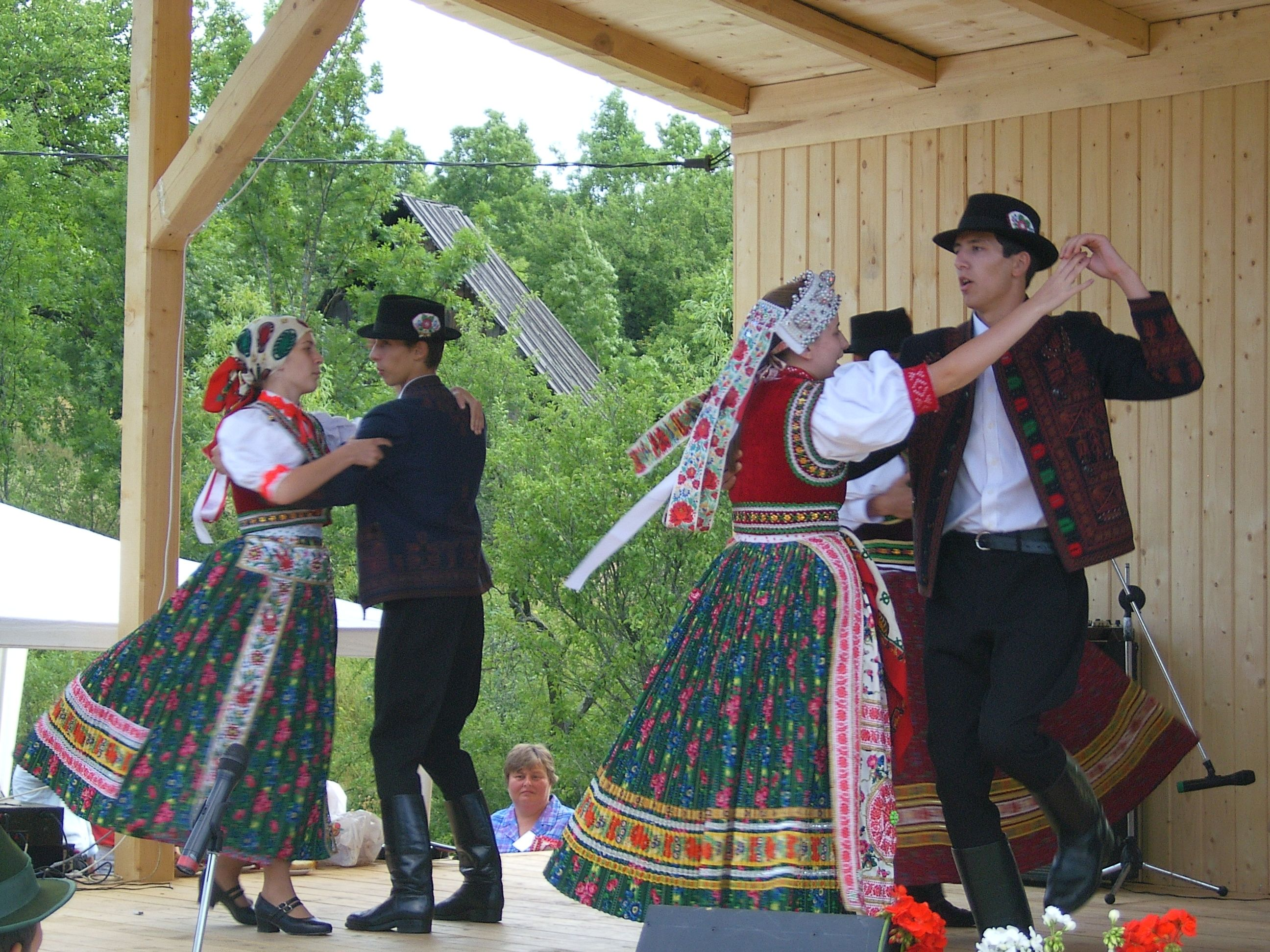
Magyarvalkói napok néptánc bemutató - 2008

A kalotaszegi táncokról az első híradások a 19. század végéről ismertek. Jankó János leírta egy jegenyei fiatalember és a magyargyerőmonostori legények között spontán módon kialakult táncos vetélkedőt, valamint említést tett a Jegenyefürdőre szerződtetett váralmási prímás, Ötvös Berci bandájáról is. A táncok módszeres megfigyelésére azonban csak az 1940-es évektől kezdve került sor, majd a hatvanas években születtek meg az idevonatkozó tudományos értékelések, elsősorban Martin György munkássága nyomán. A kalotaszegi hangszeres népzene gyűjtésében kiemelkedő Kallós Zoltán és Martin György szerepe, akik a hetvenes évektől kibontakozó magyarországi és erdélyi táncházmozgalomban tevékenykedő zenészek, táncosok figyelmét erre a tájegységre is fölhívták.
Kalotaszegen is a táncalkalmak részben az emberélet fordulóihoz, részben az év jeles napjaihoz kapcsolódtak. A magyarok férfitáncai közül a legényes volt elterjedtebb míg a verbunkot kevesebben ismerték, inkább zenéje terjedt el, amelyre ráhúzták a legényes figuráit. Helyenként a verbunk dallamokat, a Rákóczi-induló mellett, lakodalmi marsként alkalmazták, s gyakran egy szaporával zárták le. A kalotaszegi legényes az erdélyi régies gyors férfitáncok legfejlettebb, legvirtuózabb változata. Régen ezzel kezdődött a táncrend, egyenként járták, gyakran versengésszerűen, közben a lányok a háttérben összefogózva forogtak (sifiteltek), és táncszókat kiáltottak (csujogattak). A táncrend a kétlépéses csárdással folytatódott, amelyben váltakozó motívumokként előfordult fenthangsúlyos zárt forgás, félfordulós kopogós, a lány kar alatti forgatása, egymástól elváló kifordulás. Ettől főleg zenében és tempóban tér el a jóval gyorsabb szapora. Mindkettő esetében a férfi kiengedve párját figurázhat, vagyis járhat legényes motívumokat is. A legényes zenekísérete erdélyi viszonylatban Kalotaszegen igen gazdag, több mint harminc dallamot tartalmaz. A csárdás és a szapora dallamok száma ennél jóval magasabb, ami azzal is magyarázható, hogy a régies magyar dallamanyagon kívül az új stílusú magyar népdalokat, sőt a 19. századi városi eredetű csárdászene egyes darabjait is asszimilálta. A táncszüneteket kitöltő énekes-zenés mulatozás két fontos műfaja a teljesen kötetlen ritmusú keserves és a lassú ringású hajnali.
A jeles napokhoz, adott naptári időszakokhoz kapcsolódó, hangszeres zenét is igénylő fontosabb műfajok: farsangos nóta, pakulár nóta, névnapköszöntő, karácsonyi kántáló.
A kalotaszegi magyarok, románok és cigányok zenéje sok szempontból összefonódott, ugyanakkor sajátos jegyekkel is rendelkezik. A csárdást és szaporát helyenként mindhárom etnikum táncolja, legfeljebb utóbbit másként nevezi. Csak a románok járják a forgatós lassú (învârtita rară) és gyors (învârtita deasă, învârtita iute, sărita) változatát. A városi magyar nóta és a műdalok térhódításával a régi magyar dallamok egy része a magyar repertoárból kimaradozott, majd idővel ezeket már cigány vagy román dallamokként tartották számon, mivel az ő körükben továbbéltek. Szép számban vannak azonban olyan dallamok is, amelyeket egyaránt játszanak két vagy három etnikumnak is. A vidéken a második világháború előtt zsidók is éltek, akik a többségi magyarság zenéjének átvétele mellett helyenként hagyományos dallamanyagot is megőriztek, főleg a zsidó lakodalmi repertoárból.

## Zenészek
Korábban Kalotaszegen is több településen léteztek cigányzenész dinasztiák, amelyek nemcsak saját falujuk, hanem az egész vidék népzenei igényeit ellátták. Ilyen zenészközpont volt Bánffyhunyad (Varga Ferenc "Csipás"), Gyalu, Magyarlóna, Méra (Fodor Sándor "Neti"), Bogártelke (Czilika-banda), Gyerővásárhely, Kispetri, Váralmás (Váralmási Pici Aladár). Helyenként magyar prímások is megtanulták a repertoárt (Inaktelke, Türe). A könnyűzene térhódításával a hagyományos zene iránti igény a kalotaszegi falvakban jelentősen csökkent, így a cigányzenészek száma az utóbbi időben megcsappant, illetve az új helyzetnek megfelelően átképezték magukat.
Híres zenészcsaládok Kalotaszegen:
Méra („Árusok”):
- Prímások: Antal Ferenc „Öreg Árus” (1906) és bátyja Antal János „Árus” (1900), Berki Ferenc „Árus Feri” (1931)
- Kontrások: Boros József „Tömény”, Árus Béla (1940) harmonikás bőgős is, Tóni Rudolf (1948), ifj. Tóni Rudolf (1970)
- Csellósok, bőgősök: Varga (Ioan) Frici, a „zöld kalapos”, Sütő András „Sütemény” (balkezes), Berki Ferenc „Árus Feri” (1931)

Bodonkút-Szucsák:
- Fodor Sámuel (1922), Zágor Samu „Mácsuj”, Sztojka János „Jánoska” (1926) brácsás, Antal Lajos bőgős

Bánffyhunyad („Csipások”):
- Prímások: id. Varga Ferenc „Csipás” (balkezes), Zágor Aladár (1936), ifj. Varga Ferenc (1912) és testvére Varga Márton „Csipás Marci”
- Kontrások, brácsások: Bunyi József (1910) 3 húros kontrás, Varga József brácsás, Lőrinc Albert (1927) kontrás, Varga „Zöldes” Péter brácsás
- Csellósok, bőgősök: Berki Károly (1902) csellós, Ötvös József (1922) csellós, Kalló Samu (1927) bőgős

Magyargyerővásárhely:
- Nonika Miklós „Hitler” (1924) prímás, Halkó Adalbert prímás és brácsás, Nonika Vasile (Laci) kontrás, Nonika Nicolae bőgős

Bogártelke („Samuk”):
- Prímások: Boros Samu (kivételesen ő ismerte a kottát!), Cilika János prímás és hegedű-kontrás, Samu Béla (Cilika)
- Brácsás: Ármán Lajos „Guci” 4 húros brácsás
- Bőgős: Boros Gyula „Gyulu” (1931) és apja a „Sánta Gyuri”, Cilika Ödön

Magyarlóna:
- Prímások: Kovács Simon „Buráló” (1923), Puli Károly, „Kis” Kovács Pál
- Kontrások, brácsások: Culi János „Kucsi” (1909) 4 húros brácsás, Farkas János (1912) 3 húros kontrás
- Bőgős: Kovács György: (1927) kisbőgős

## Népzene és néptánc tábor
Kalotaszentkirályon minden évben megrendezésik kerül a Nemzetközi kalotaszegi népzene és néptánc tábort, ahol a kalotaszegi táncok, népdalok iránt érdeklődők napi 8 órás néptánc-, hangszeres népzene-, illetve népdaloktatásban részesülhetnek. A táborral egyidős a népdal- és legényesverseny megszervezésének hagyománya is. A tábor minden évben gálaműsorral zárul, melyen a meghívottak mellett a táborban résztvevők is fellépnek